# Strappo (sollevamento pesi)

Rappresentazione frontale dello strappo a due braccia

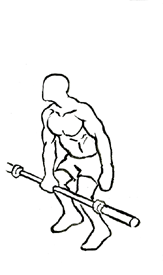
strappo ad un braccio

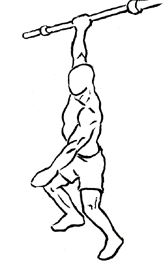
eseguibile con bilanciere, con kettlebell o altro attrezzo

Lo strappo è una delle due (in passato, tre) specialità del sollevamento pesi; insieme allo slancio, costituisce il programma olimpico del sollevamento pesi.
In tale disciplina l'atleta, accovacciato, afferra la barra del bilanciere, dopodiché il sollevamento avviene con un unico movimento, e una volta portato il bilanciere all'altezza delle spalle, l'atleta fa scivolare il corpo sotto la sbarra, per poi distendere le gambe e tornare in posizione eretta mantenendo il bilanciere sollevato per 2 secondi. Lo slancio avviene da questa posizione, quando l'atleta cerca di portare, con un movimento rapido, il bilanciere sopra la propria testa.

## Record
L'attuale record mondiale maschile nella categoria maggiore (atleti più pesanti di 105 kg) è di 220 kg e appartiene al georgiano Lasha Talakhadze; in campo femminile (nella categoria +75 kg) appartiene alla Russa Tatiana Kashirina  ed è di 158 kg.
Il precedente record, di 216,0 kg (476 lb) è stato stabilito dal sollevatore Iraniano Behdad Salimi Kordasiabi della categoria +110 kg. Tale prestazione attualmente non viene più considerata record mondiale dalla Federazione Internazionale Sollevamento Pesi (International Weightlifting Federation, IWF) da quando i vecchi primati sono stati annullati in seguito ad una nuova suddivisione delle classi di peso.